# سینود

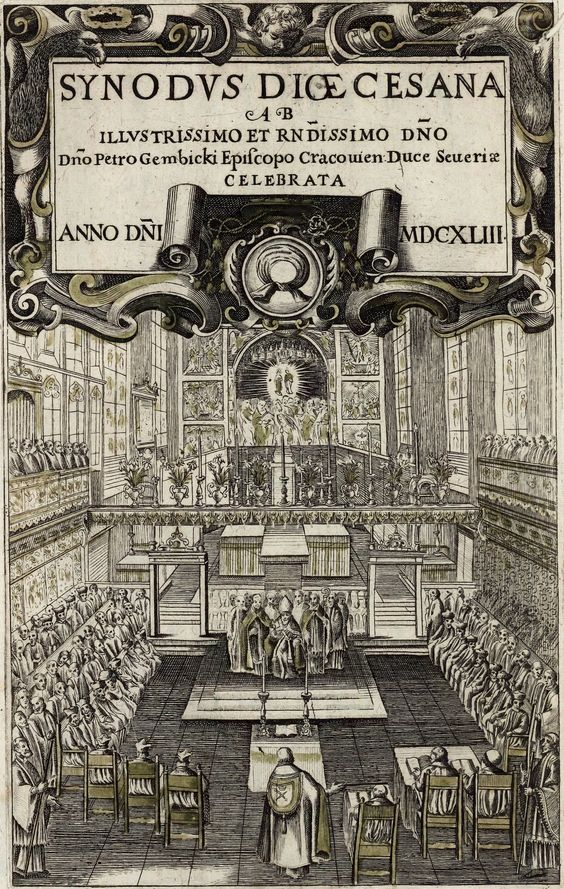
یک سینود اسقفی در کراکوف در سال ۱۶۴۳ به ریاست اسقف پیوتر گمبیکی

سینود، سونود یا سینُد (انگلیسی: ‎/ˈsɪnəd/‎) به معنای مجمع، شورایی از فرق مسیحی است که معمولاً برای تصمیم‌گیری پیرامون یک موضوع دکترین، مدیریت یا خط مشی تشکیل می‌شود. سینودها در اصل، جلسات اسقف‌ها بودند و این واژه هنوز در میان کاتولیک‌ها، ارتدکس‌های مشرقی و ارتدوکس‌های شرقی به همین معنا به کار می‌رود. در کاربرد امروزی، این واژه اغلب به هیئت حاکمهٔ یک کلیسا اشاره می‌کند، چه اعضای آن جلسه یکدیگر را ملاقات کنند و چه نکنند. همچنین گاهی برای اشاره به کلیسایی به کار می‌رود که توسط سینودش اداره می‌شود.
گاهی عبارات «شورای عمومی» یا «انجمن عمومی» به یک شورای سراسری اشاره دارند. واژهٔ سینود همچنین به شورای دائمی اسقف‌های بلندپایه‌ای اشاره دارد که بر برخی از کلیساهای ارتدکس شرقی خودمختار حکومت می‌کنند. به همین ترتیب، اداره روزانه کلیساهای کاتولیک شرقیِ ایلخانی و اسقف بزرگ به یک مجمعِ دائمی سپرده شده‌است.

## واژه‌شناسی
واژهٔ synod از یونانی: σύνοδος [ˈsinoðos] گرفت شده‌است و به معنی «مجمع» یا «جلسه» است. این اصطلاح با واژهٔ لاتینِ concilium به معنای «شورا» و «انجمن» مشابه است.

## سینودهای سرشناس تاریخی
- سینودِ انطاکیه ۲۶۴–۲۶۹
- سینودِ کارتاژ ۲۵۱–۵۲۵(به صورت منقطع)
- سینود الویرا ۳۰۵
- سینودِ آنسیرا ۳۱۴
- نخستین سینود صور و اورشلیم ۳۳۵
- سینود گانگرا ۳۴۰
- سینود هیپو ۳۹۳
- سینود سلوکیه-تیسفون ۴۱۰
- سینود جندی‌شاپور ۴۸۴
- سینود تولِدو ۴۰۰–۱۵۸۳
- سینود ماکُن ۵۸۵ (عشریه)
- سینود ویتبی ۶۶۴
- سینودِ سوعَسان ۷۴۴

…
- سینودِ پان‌ارتدکس ۲۰۱۶